# Niklas Bäckström
Niklas Oskar Bäckström (Helsinki, 13 febbraio 1978) è un hockeista su ghiaccio finlandese, attualmente in forza all'HIFK, squadra della Liiga.
Gioca nel ruolo di portiere. Nella sua carriera ha vinto il William M. Jennings Trophy, consegnato ogni anno al portiere dell'NHL con la media più bassa di goal subiti, il Roger Crozier Saving Grace Award premio sempre consegnato dall'NHL al portiere con il numero più alto di parate, inoltre mentre militava nel campionato finlandese è stato premiato col Urpo Ylönen trophy come miglior portiere della stagione e due volte col Jari Kurri trophy come miglior portiere dei playoff. È stato inoltre cover athlete del videogioco di hockey NHL 09.

## Carriera
Bäckström partecipò alle Olimpiadi Invernali del 2006, come terzo portiere per la Nazionale finlandese, ma non scese mai in campo.
Nella SM-liiga, il massimo campionato finlandese ha giocato per l'HIFK, il SaiPa e per il Kärpät. Bäckström guidò il Kärpät a due titoli consecutivi nel 2004 e 2005.
All'inizio della stagione 2006-2007, Bäckström passò ai Minnesota Wild, dove iniziò come riserva di Manny Fernandez. Esordì il 7 ottobre 2006 in una partita vinta per 6-5 con i Nashville Predators. Il 24 novembre, nella gara vinta 4-0 con i Phoenix Coyotes, guadagnò il suo primo shutout in NHL.
Dopo che Fernandez subì un infortunio al ginocchio a metà stagione, Bäckström divenne il portiere titolare, disputando 41 gare ed ottenendo 23 vittorie e 5 shutout, eguagliando il record societario di Dwayne Roloson di 5 shutout in 36 partite. Risultò inoltre il portiere con la minor media-gol subiti (1,97) e la miglior percentuale di parata (92,9%), che gli permisero di vincere il William M. Jennings Trophy (in compartecipazione con Fernandez) e l'ultimo Roger Crozier Saving Grace Award.
A seguito della cessione di Fernandez ai Boston Bruins, Bäckström divenne il portiere titolare e nella stagione 2007-2008 ottenne 33 vittorie e 4 shutout in 58 gare. I Wild arrivarono ai playoff, ma furono eliminati subito dai Colorado Avalanche.
Il contratto in scadenza il 1º luglio 2009, venne rinnovato il 3 marzo 2009, con un prolungamento di 4 anni, per un totale di 24 milioni di dollari.
Nella stagione 2008-2009 i Wild non riuscirono ad accedere ai playoff, ma Bäckström giocò un'ottima stagione, ottenendo ben 37 vittorie ed 8 shutout in 71 gare. I tre campionati successivi videro un calo di prestazioni da parte del netminder finlandese (appena 67 vittorie in 157 partite), ma nella stagione 2012-2013 è tornato a livelli soddisfacenti, vincendo 24 delle 41 partite giocate, risultando primo per vittorie, alla pari con Antti Niemi ed Henrik Lundqvist, e riportando i Wild ai playoff, in cui però non è sceso in campo a causa di un infortunio; i suoi compagni sono stati eliminati poi, in 5 gare, dai Chicago Blackhawks.

## Vittorie e Riconoscimenti
- Medaglia di Argento alle Olimpiadi di Torino 2006
- Jari Kurri trophy- Miglior portiere nei Playoff della SM-liiga - 2004 e 2005
- Urpo Ylönen trophy Miglior portiere nella stagione regolare della SM-liiga - 2004 e 2005
- William M. Jennings Trophy - 2007 (assieme a Manny Fernandez)
- Roger Crozier Saving Grace Award - 2007